# 21665 Frege
21665 Frege è un asteroide della fascia principale. Scoperto nel 1999, presenta un'orbita caratterizzata da un semiasse maggiore pari a 2,2719837 UA e da un'eccentricità di 0,1257463, inclinata di 2,87006° rispetto all'eclittica.